# Benedict Schmidt
Benedict Schmidt (* 21. März 1726 in Forchheim; † 3. Oktober 1778 in Ingolstadt) war ein deutscher Jurist in der Zeit der Aufklärung.
Nach dem Studium der Jurisprudenz in Bamberg und Altdorf, erlangte er 1749 das Licentiat iuris. 1750 wurde er Regierungsadvocat und 1754 erhielt er eine außerordentliche Professur in Bamberg. 1755 folgte die Ernennung zum Hofrath. Die ordentliche Professur folgte 1757, gleichzeitig wurde er Beisitzer der Rechtswissenschaftlichen Fakultät. 1759 – im Gründungsjahr der Bayerischen Akademie der Wissenschaften wurde er zum auswärtigen Mitglied gewählt. 1761 folgte die Promotion zum Dr. iuris und kurz darauf erhielt er eine Professur in Ingolstadt. 1765 wurde er Hofrat und Beisitzer des kaiserlich freien Gerichts in Hirschberg, 1766 Rektor der Universität Ingolstadt.
Er kam mit seinem Fachkollegen Ickstatt und später auch mit Sutor in Streit. Schmidt wurde insbesondere mit seinem Werk Geschichtsmäßig, Reichs-Grund-Gesäzliche Prüffung und Erweis des kayserlich-Höchsten Kirchengewalts über dem unter die Weltlichkeit eingeruckten Protestantischen Kirchenstaat weit über Bayern hinaus bekannt.

## Werke
- Principia iuris publici germ., Nürnberg 1756, Ingolstadt u. Augsburg 1768, München 1776;
- Anweisungs-Grundsätze zur jurist. außergerichtl. und gerichtlich gemeinen kurbaierischen und Reichspraxis, Ingolstadt 1765.